# 深澤 (世田谷區)
深澤（日语：／ Fukasawa */?）是東京都世田谷區的地名。郵遞區號158-0081。

## 地理
深澤位於世田谷區東南部，並沿呑川設置1丁目至8丁目。鄰接世田谷區駒澤、櫻新町、新町、等等力、中町、用賀，目黑區八雲、自由之丘。
本地屬荏原台地一角，呑川沿岸為低地，町域內地勢起伏較多。過去屬舊駒澤町，現在仍有一部分屬於廣義的駒澤地區。

### 住宅區
大半為綠意盎然的住宅區，各丁目間稍有差異。
- 1丁目與2丁目位於駒澤奧林匹克公園南側，因1964年的東京奧運而打造擁有庭院與車庫的郊外型住宅，並保留至今。住宅區內有會員制的網球倶樂部和網球場，與駒澤奧林匹克公園的體育設施是周邊居民的運動場所。
- 3丁目至6丁目位於深澤中央地區，自戰前起園藝業、造園業興盛，隨著周邊的宅地化，田地也陸續改建為住宅，平成時期獨棟房屋、低層公寓林立。
- 7丁目與8丁目位於深澤西北部，早期作為住宅地（舊東京信託的新町開發案一部分）開發，即使現在區劃不斷細分化，仍是區內的「高級住宅區」之一。此地的開發比著名的田園調布還要悠久，在大正初期就針對官吏與實業家作為購買客群進行開發，是日本最古老的住宅開發區。作家宮本百合子的作品中描述了此地在大正至昭和初期的樣貌。
- 2004年，位於鄰接駒澤奧林匹克公園的東京都立大學舊址（2丁目），地上19層、總戶數超過770戶的超大型公寓深澤House（深沢ハウス，日商岩井不動産）完工，為深澤展現新樣貌。

### 自然環境
- 7丁目與8丁目有櫻花隧道，町內種植許多銀杏、花水木。
- 平成初期於6丁目整建的「呑川親水公園」，兩岸設有種植櫻花樹的步道，並打造7座橋，更有花嘴鴨在河中棲息，是世田谷百景之一。美麗景色吸引許多日劇與電影來此取景。呑川下游已暗渠化，上面有綠色步道貫穿町內。櫻花季吸引許多民眾來此散步。
- 經營8丁目私立世田谷聖母幼稚園的無原罪聖母宣教女會，其庭院有區內難得的自然湧水池，是呑川的水源之一。庭院已被指定為世田谷區特別自然保護區，每年僅開放三次給一般民眾。

### 教育
7丁目有日本體育大學，4丁目有東京學藝大學附屬世田谷小學校與附屬世田谷中學校兩間國立大學附屬學校，許多學生、兒童利用巴士通學。
此外，都立園藝高校設立於5丁目深澤城舊址，證明此地園藝業的發達。2006年，長年作為三越迎賓館的「三越Elegance」（三越エレガンス）舊址，改建為駒澤大學深澤校區。

## 歷史

### 地名由來
- 鎌倉時代，源實朝家臣土岐左衛門獲領此地，因呑川上流的深沼澤而得名。

### 沿革
- 1889年（明治22年），町村制施行，上馬引澤村、下馬引澤村、野澤村、弦卷村、世田谷新町村、深澤村合併成立駒澤村。深澤村為荏原郡駒澤村大字深澤。
- 1925年（大正14年）10月，駒澤村施行町制，為荏原郡駒澤町。
- 1932年（昭和7年）東京市世田谷區成立，玉川村大字下野毛飛地字深澤原與大字等等力飛地字高原編入，一部分劃入新町1丁目，劃分深澤1～4丁目。
- 1967年（昭和42年），住居表示實施，與周邊各町進行町界重劃，劃分深澤1～8丁目。

### 商業
- 進入平成時期，此地逐漸建立住宅區的樣貌，駒澤通與駒澤公園通交會處、以深澤不動尊為中心的深澤不動商店街，聚集了典雅的咖啡廳、餐廳、洋菓子店。
- 駒澤奧林匹克公園內設有遛狗設施｢Dog run｣，最近幾年興起的寵物浪潮使得全國各地的愛犬人士來到此地，駒澤公園通周邊興起許多寵物商店與寵物相關的咖啡廳與餐廳。
- 3丁目東部有平民商店街「Eden Mall深澤」（エーダンモール深沢）。雖然老店逐漸減少，住宅逐漸增加，但平成20年代起，靠近東急Coach巴士站的駒八通周邊開始出現典雅的商店。

## 交通

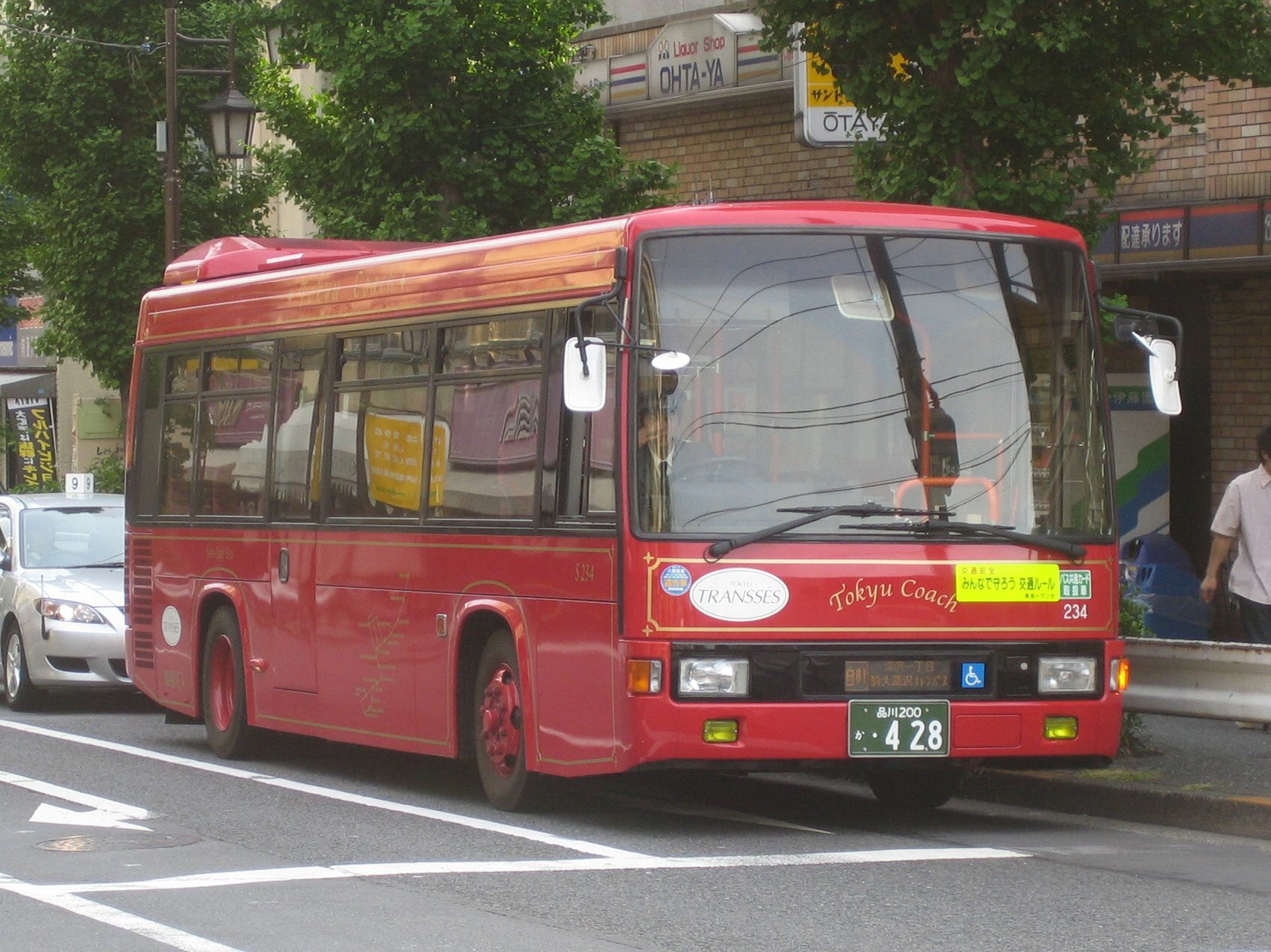
深澤地區的東急Coach

### 鐵路
町內沒有鐵路站，與其他鐵路通過地區相比較為不便。步行20分鐘可達東急東橫線自由丘站與都立大學站，東急田園都市線駒澤大學站及櫻新町站，東急大井町線九品佛站和尾山台站、等等力站等。

### 巴士
與鐵路相比，此地的巴士較為便利。以東急巴士為中心，巴士路線網充實完備。東急Coach（東急コーチ）主要連結深澤地區與自由丘站，平日早晨班次間隔4～5分，日間間隔5-9分，傍晚間隔6分。平日巴士運行至深夜1點。深澤1丁目與深澤6丁目屬於可隨時下車的「自由下車區間」。
藉由巴士前往東急田園都市線用賀站、東急大井町線上野毛站等可在20分鐘內到達，前往澀谷站與目黑站等轉運總站約30分鐘可到達。深澤地區周邊主要的巴士路線如下。

| - <自01>、<自02> 自由丘站 - 駒大深澤校區前 - <自11>、<自12> 自由丘站 - 東京醫療中心 - <都立01> 都立大學站北口 - 成城學園前站 - <園02> 田園調布站 - 世田谷區民會館 - <黑02> 目黑站 - 二子玉川站 - <黑07> 目黑站 - 弦卷營業所 - <東98> 東京站南口 - 目黑站 - 等等力站 - <等11> 等等力操車所 - 祖師谷大藏站 - <等12> 等等力操車所 - 成城學園前站 - <澀12> 澀谷站 - 二子玉川站 - <澀82> 澀谷站 - 等等力 - <惠32> 惠比壽站 - 用賀站 | - 收費道路 - 首都高速3號澀谷線－本地無交流道。 - 一般國道、都道 - 玉川通（國道246號） - 目黑通（東京都道312號白金台町等等力線） - 駒澤通（東京都道416號古川橋二子玉川線） - 主要區道 - 駒八通 - 八雲文化通（やくも文化通り） - 駒澤公園通 |

## 設施

### 教育機關
- 小學校

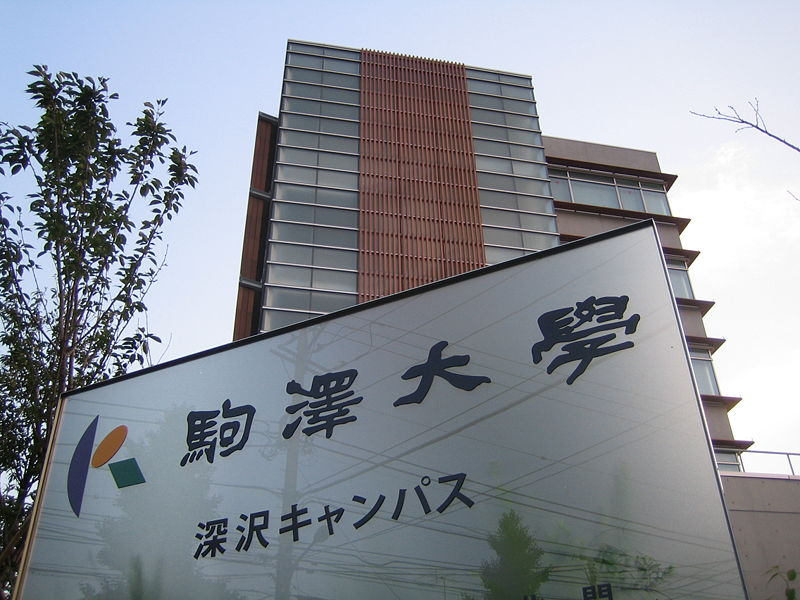
駒澤大學深澤校區

  - 區立東深澤小學校（深澤3丁目）－學區：深澤1、2、4丁目全域，3、5丁目一部分
  - 區立等等力小學校（等等力7丁目）－學區：深澤3、5丁目一部分
  - 區立深澤小學校（新町1丁目）　學區：深澤6丁目全域
  - 區立櫻町小學校（用賀1丁目）　學區：深澤7～8丁目全域
  - 東京學藝大學附屬世田谷小學校（深澤4丁目）
- 中學校
  - 區立東深澤中學校（深澤4丁目）　學區：深澤1～4丁目全域，5丁目一部分
  - 區立玉川中學校（中町4丁目）　學區：深澤5丁目一部分
  - 區立深澤中學校（新町1丁目）　學區：深澤6～8丁目全域
  - 東京學藝大學附屬世田谷中學校（深澤4丁目）

| - 高等學校 - 東京都立園藝高等學校（深澤5丁目） - 東京都立深澤高等學校（深澤7丁目） - 大學 - 駒澤大學深澤校區（深澤6丁目） - 日本體育大學世田谷校區（深澤7丁目） | - 保育園、幼稚園 - 區立深澤保育園（深澤5丁目） - 麻生學園深澤幼稚園（深澤3丁目） - 區立三島幼稚園（深澤5丁目） - 日体幼稚園（深澤8丁目） - 世田谷聖母幼稚園（深澤8丁目） | - 其他 - 駒澤公園國際學校（Komazawa Park International School） （深澤3丁目） - 世田谷區立深澤圖書館（深澤4丁目） - 世田谷區立深澤兒童館（深澤4丁目） - 日本體育大學女子短期大學部（深澤7丁目） - 國際動物專門學校（深澤8丁目） |

### 神社佛閣
| - 清流寺深澤分院（深澤2丁目） | - 深澤神社（深澤5丁目） | - 醫王寺（深澤6丁目） | - 深澤不動教會（深澤6丁目） |

### 醫療機關
- 國立醫院機構東京醫療中心（目黑區東丘2丁目）

### 其他
| - 世田谷深澤一郵便局（深澤1丁目） - 盧安達大使館（深澤1丁目） - 區立深澤地區會館（深澤1丁目） - 東京都立產業技術研究中心駒澤支所（深澤2丁目） | - 世田谷深澤郵便局（深澤4丁目） - 賴比瑞亞大使館（深澤4丁目） - 區立深澤區民中心（深澤4丁目） - 深澤Day Home（深沢デイ、ホーム）（深澤4丁目） | - 深澤環境共生住宅（深澤4丁目） - 深澤交番（深澤5丁目） |

## 備註
1. ↑  平成25年（2013年）の世田谷区の町丁別人口と世帯数 - 世田谷区

## 外部連結
- 世田谷區立深澤圖書館